# Fair Warning
Fair Warning – czwarty album studyjny zespołu Van Halen, wydany w 1981 roku.

## Lista utworów
1. "Mean Street" – 4:29
2. "Dirty Movies" – 4:06
3. "Singer's Swing!" – 3:10
4. "Hear About It Later" – 4:34
5. "Unchained" – 3:30
6. "Push Comes to Shove" – 3:48
7. "So This Is Love" – 3:06
8. "Sunday Afternoon in the Park" – 1:56
9. "One Foot Out the Door" – 1:59

## Twórcy
- David Lee Roth – śpiew
- Eddie Van Halen – gitara prowadząca
- Michael Anthony – gitara basowa
- Alex Van Halen – perkusja